# 全身强直阵挛发作
全身强直阵挛发作（generalized tonic-clonic seizure，GTCS）旧称（癫痫）大发作（grand mal seizure），是最为常见的全身型癫痫；任何年龄均可发病，较常见于儿童。
全身强直阵挛发作包括强直期与阵挛期（clonic phase）两部分。在强直期中，患者丧失意识，全身肌肉出现持续的强直性收缩，颈与躯干屈曲后反张，眼球上翻或凝视，双上肢上举后内收前旋，双下肢屈曲后伸直，口部张开后闭合，喉肌痉挛。强直期可持续10至20秒。此后进入阵挛期，全身肌肉节律性收缩，每次阵挛间有短暂间隔，频率逐渐放缓，间隔逐渐变长，幅度逐渐增大，最终在一次剧烈痉挛后停止。在强直期与阵挛期中，患者可伴有心率加快，血压升高，瞳孔放大，呼吸暂停，唾液、汗液等分泌增多，大小便失禁等症状。阵挛期结束后进入发作后期，患者心率、血压、瞳孔、呼级等逐渐恢复正常，意识开始清醒。醒后患者常会感到头痛、疲乏、全身酸痛等。